# Delphacoidea
 (mars 2025).
Delphacoïdés
Super-famille
Les Delphacoidea sont une superfamille d'insectes hémiptères du sous-ordre des Auchenorrhyncha.

## Systématique
Cette superfamille regroupe les familles suivantes :
- Borysthenidae Emeljanov, 1989
- Cixiidae Spinola, 1839
- Delphacidae Leach, 1815
- †Lalacidae Hamilton, 1990